# Johann Helfrich Adami
 Johann Helfrich Adami  (* 14. April 1792 in Quakenbrück; † 4. April 1864 in Bremen) war ein deutscher Kaufmann und Bremer Senator.

## Biografie
Adami war der Sohn des Arztes Johann Anton Adami (1760–1804) und der Pastorentochter Lucia Elisabeth geb. Heye (1773–1833) in Quakenbrück. 1803 zog er nach Bremen um und wohnte bei seinem Onkel, dem Pastor und Rektor der Domschule Bremen Hermann Bredenkamp (1760–1808). Er besuchte die höhere Schule und absolvierte von 1810 bis 1811 eine Apothekerlehre und dann eine Lehre als Weinküper. Schließlich wurde er 1818 Kaufmann. Er erhielt 1819 das Bürgerrecht in Bremen. Er war dann Teilhaber der nordamerikanischen Handlung H.H. Meier & Co. von dem Reeder Hermann Henrich Meier. In der Firma wurde er später Seniorchef. Er wurde Mitglied des Bremer Bürgerkonvents und war hier im Ausschuss für den Hafenbau für Bremerhaven tätig. 1823 wurde er Diakon am Bremer Dom. 
Am 12. August 1840 wurde er als Nachfolger von Johann Friedrich Abegg Senator in Bremen. Er schied aus diesem Amt aus gesundheitlichen Gründen am 15. Januar 1853 aus. 
Adami erwarb 1843 das Gelände einer Gutsanlage in Sebaldsbrück, die im Mittelalter der vierte erzbischöfliche, stiftsadelige Sattelhof war. Er baute um 1850 im neogotischen Tudorstil als Herrenhaus das Schloss Sebaldsbrück, aus den Gartenanlagen wurde der heutige Schlosspark Sebaldsbrück
Er heiratete 1825 die Kaufmannstochter Pauline Albers (1804–1868). Beide hatten sieben Kinder. Seine Tochter Caecilie Caroline heiratete 1851 den Kaufmann Franz Friedrich Droste, Sohn des gleichnamigen Senators Franz Friedrich Droste (Politiker, 1784).